# Lưu chiểu
Lưu chiểu hay nạp bản là chế độ bắt buộc các cơ quan phát hành phải nộp bản lưu của mỗi ấn phẩm xuất bản cho cơ quan lưu trữ của nhà nước. Mục đích của chế độ này nhằm lưu trữ đầy đủ và lâu dài tất cả các ấn bản phẩm được phát hành trên lãnh thổ quốc gia. Cơ quan nhận lưu chiểu thường là thư viện quốc gia và đây chính là một nguồn tài liệu quan trọng của thư viện. Đôi khi, một số tài liệu âm thanh, hình ảnh... có thể do một cơ quan khác lưu trữ. Bên cạnh việc lưu trữ, chế độ lưu chiểu còn có mục đích kiểm tra, quản lý ngành xuất bản và ngành in, góp phần bảo vệ tác quyền. Tại một số quốc gia, quy chế lưu chiểu đã tồn tại từ rất lâu, như Pháp (1537), Đức (1624), Hà Lan (1679), Nga (1783).
Tại Pháp, cơ quan nhận lưu chiểu là Thư viện Quốc gia Pháp và một số thư viện vùng cho các ấn bản in, Centre national du cinéma et de l'image animée (Trung tâm điện ảnh quốc gia) và Institut national de l'audiovisuel (Viện nghe nhìn quốc gia) giữ chức năng lưu trữ các xuất bản phẩm âm thanh và hình ảnh. Tại Liên hiệp Vương quốc Anh và Bắc Ireland, tất cả các cuốn sách xuất bản đều phải gửi một bản lưu về Thư viện Anh. Ở Hoa Kỳ, tất cả các ấn bản phẩm đều phải gửi hai bản sao về Phòng tác quyền Hoa Kỳ tại Thư viện Quốc hội. Tại Việt Nam, Cục lưu trữ giữ nhiệm vụ nhận các xuất bản phẩm. Chế độ lưu chiểu bắt đầu ở Việt Nam vào năm 1922 theo sắc lệnh của toàn quyền Đông Dương.